# Municipio de Paint (condado de Ross)
El municipio de Paint (en inglés: Paint Township) es un municipio ubicado en el condado de Ross en el estado estadounidense de Ohio. En el año 2010 tenía una población de 1363 habitantes y una densidad poblacional de 14,56 personas por km².

## Geografía
El municipio de Paint se encuentra ubicado en las coordenadas 39°16′31″N 83°19′9″O / 39.27528, -83.31917. Según la Oficina del Censo de los Estados Unidos, el municipio tiene una superficie total de 93.62 km², de la cual 92,04 km² corresponden a tierra firme y (1,68 %) 1,57 km² es agua.

## Demografía
Según el censo de 2010, había 1363 personas residiendo en el municipio de Paint. La densidad de población era de 14,56 hab./km². De los 1363 habitantes, el municipio de Paint estaba compuesto por el 96,99 % blancos, el 0,81 % eran afroamericanos, el 0,44 % eran amerindios, el 0,22 % eran asiáticos, el 0,07 % eran de otras razas y el 1,47 % eran de una mezcla de razas. Del total de la población el 0,59 % eran hispanos o latinos de cualquier raza.